# (1617) Alschmitt
(1617) Alschmitt ist ein Asteroid des Hauptgürtels, der am 20. März 1952 vom französischen Astronomen Louis Boyer in Algier entdeckt wurde.
Benannt ist der Asteroid nach dem französischen Astronomen Alfred Schmitt.